# Paul Salitter
Paul Salitter (* 15. Dezember 1898 in Lakellen, Kreis Oletzko/Ostpreußen; † 8. Januar 1972 in Düsseldorf) war ein deutscher Polizeibeamter, dessen Bericht über eine Judendeportation von Düsseldorf aus in das Ghetto Riga ein viel zitiertes Schriftzeugnis zur Deportation deutscher Juden ist.

## Leben
Paul Salitter wuchs in Ostpreußen auf und arbeitete nach der Schule als Bürogehilfe. Er hatte von 1917 bis 1919 als Oberfeldwebel am Ersten Weltkrieg teilgenommen, war seit dem 10. Oktober 1919 im Polizeidienst tätig (Königsberg/Ostpreußen) und erlangte schließlich in Düsseldorf die Beförderung zum Hauptmann der Schutzpolizei. Er war verheiratet und hatte zwei Kinder; während der Zeit des Nationalsozialismus trat er aus der evangelischen Kirche aus. Im Jahre 1941 versah er im Bereich S II (Personal) beim Kommando der Schutzpolizei Düsseldorf seinen Dienst. Am 13. März 1942 wurde Salitter von Düsseldorf zur Polizeiverwaltung Brest-Litowsk abgeordnet. Über seine dortige Tätigkeit ist nichts bekannt. 1942 bis 1944 war er in Minsk eingesetzt, 1944 war er bei der Schutzmannschaft-Brigade „Sieglind“ im Elsass tätig. Im Januar 1945 wurde er zum SS-Sturmbannführer ernannt.
Die alliierte Militärregierung leitete Mitte 1945 ein Untersuchungsverfahren gegen Salitter ein. Er wurde daraufhin vom Polizeipräsidenten suspendiert und am 18. Oktober 1945 auf Anordnung der Militärregierung aus dem Polizeidienst entlassen. Im Entnazifizierungsverfahren wurde er 1946 zunächst als „minderbelastet“, 1951 dann als „Mitläufer“ eingestuft. Salitter bewarb sich 1947 erneut um Anstellung und beteuerte, er habe seit seinem Dienstantritt 1919 nur seine Pflicht getan. Er versprach, „auch in der neuen Demokratie meine ganze Persönlichkeit in den Dienst der Sache zu stellen, genau so, wie ich es unter der Regierung Wilhelms II, Ebert, Hindenburg und im dritten Reich [sic] getan habe …“
Bis in die 1960er Jahre hinein versuchte Salitter vergebens, in den Polizeidienst zurückzukehren. Er stilisierte sich zu einem treuen Staatsdiener und gab im Juli 1962 bei einer Vernehmung an, sein Dienstbericht sei plump verfälscht worden; seine eigenhändige Unterschrift fehle auf dem Dokument. Noch 1966 behauptete Salitter anlässlich eines Ermittlungsverfahrens, er habe erst von lettischen Polizeioffizieren erfahren, dass in Riga massenhaft Juden erschossen wurden. Bis dahin habe er angenommen, dass es sich bei den Deportationen um eine reine „Umsiedlungsaktion“ handeln würde. Tatsächlich schrieb Salitter jedoch in seinem Bericht von der Beteiligung lettischer Täter bei der „Ausrottung dieser Parasiten“ und deren Unverständnis, weshalb man sie nicht sofort in Deutschland ausrotte.

## Organisation des Zuges
Nach einem Erlass aus dem Reichssicherheitshauptamt (RSHA) wurde die Schutzpolizei verpflichtet, Deportationstransporte aus dem Deutschen Reich, die im Oktober 1941 begannen, mit einem Kommando in der Stärke von 1:15 Beamten zu begleiten (ein Offizier und 15 Mannschaftsangehörige). So wurde auch der Transport von Düsseldorf nach Riga zwar von der Staatspolizeileitstelle Düsseldorf organisiert, jedoch von Salitter und seinen Düsseldorfer Beamten bewacht und bis Riga begleitet. Die Sammlung der 1.007 Personen erfolgte im städtischen Schlacht- und Viehhof Düsseldorf. Der eigentliche Transport begann am 11. Dezember.
Am Folgetag meldete die Staatspolizeileitstelle Düsseldorf dem SS-Sturmbannführer Adolf Eichmann im Referat IV B4 des Reichssicherheitshauptamts sowie dem Befehlshaber der Sicherheitspolizei und des SD in Riga, Rudolf Lange, dass „der Transportzug Do 38 den Abgangsbahnhof Düsseldorf-Derendorf in Richtung Riga mit insgesamt 1007 Juden verlassen“ habe. Die exakte Abfahrtszeit wurde für den 11. Dezember 1941, 10:45 Uhr, gemeldet. Im Fernschreiben heißt es: „Die Transportinsassen führen an Verpflegung Brot, Mehl und Hülsenfrüchte für 21 Tage und an Zahlungsmitteln 50.000,-- RM in Reichskreditkassenscheinen mit.“ Der Zug erreichte Riga nach gut drei Tagen. Über den Verlauf der „Evakuierung von Juden nach Riga“ verfasste Salitter einen insgesamt neunseitigen Bericht; dieser wurde über die Stapo Düsseldorf an das RSHA weitergeleitet. Die Namen der 15 weiteren begleitenden Schutzpolizisten aus Düsseldorf sind nicht überliefert.

## Salitter-Bericht
Salitter führte das Begleitkommando des Deportationszuges Do 38 vom 11. bis 13./14. Dezember 1941. Unmittelbar nach seiner Rückkehr verfasste er für Adolf Eichmann und Rolf Lange einen vertraulichen Bericht, in dem er die Fahrt ausführlich beschrieb.
Die Abfahrt des Transportes vom Güterbahnhof Düsseldorf-Derendorf war für 9.30 Uhr vorgesehen, doch wurden die Juden schon um 4 Uhr an der Verladerampe „bereitgestellt“. Der Zug bestand aus zwanzig alten Personenwagen Dritter Klasse, einem Personenwagen Zweiter Klasse für das Begleitkommando und sieben mit Gepäck beladenen Güterwagen.
Das Einladen wurde um 9.00 Uhr  „mit der allergrößten Hast vorgenommen“, darum waren einzelne Wagen mit bis zu 65 Personen überladen. Auf dem Wege vom Schlachthof zur Verladerampe versuchte  ein männlicher Jude, sich vor die Straßenbahn zu werfen und Suizid zu verüben. Er wurde jedoch von der Auffangvorrichtung der Straßenbahn erfasst und nur leicht verletzt.  Eine ältere Jüdin hatte sich unbemerkt von der Verladerampe entfernt und sich in ein naheliegendes Haus geflüchtet. Eine Putzfrau bemerkte  sie jedoch.
Am nächsten Morgen wurde um 5.30 Uhr  die Grenzstation Laugszargen und nach 15 Minuten die litauische Station Tauroggen erreicht. Von hier aus sollte die Fahrzeit bis Riga normal nur noch 14 Stunden betragen, doch gab es auf den Bahnhöfen oft lange Verzögerungen in der Weiterfahrt. Am Abend wurde Mitau (Lettland) erreicht.  Es setzte Schneetreiben mit anschließendem Frost ein. Die Ankunft in Riga erfolgte um 21.50 Uhr, wo der Zug auf dem Hauptbahnhof Riga 1½ Stunden festgehalten wurde. Am 13. Dezember erreichte der Transport um 23.35 Uhr die Militärrampe auf dem Bahnhof Skirotowa. Der Zug blieb ungeheizt stehen. Die Außentemperatur betrug bereits 12 Grad unter Null. Die gesamte Fahrzeit dauerte 61 Stunden. Die Übergabe des Zuges an lettische Polizeimänner erfolgte um 1.45 Uhr. Da nun Dunkelheit herrschte und die Verladerampe stark vereist war, sollte die Ausladung und die Überführung der Juden in das noch 2 km entfernt liegende Sammelghetto erst am Sonntag früh beim Hellwerden erfolgen.

## Weitere Schilderungen
Es gab mehrere Überlebende des Transports, die diesen geschildert haben. Zu den bekanntesten Texten der Erinnerungsliteratur, in der die Düsseldorfer Riga-Deportation beschrieben wird, zählt der Bericht der 1923 in Mönchengladbach geborenen Hilde Sherman-Zander. Er wurde für den 2007 entstandenen Film „Ehe die Spuren verwehen“ genutzt, in dem es um den Abriss des ehemaligen Güterbahnhofs Düsseldorf-Derendorf geht. Auch die Überlebende Erna Valk schildert diese Fahrt.
Leicht greifbar ist nunmehr ein Bericht des Schutzpolizeihauptmanns Wilhelm Meurin, der ab 10. November 1941 einen Transport von Düsseldorf nach Minsk begleitete. Dieser Zug blieb mehrfach bis zu acht Stunden bei scharfem Frost ungeheizt stehen und erreichte seinen Bestimmungsort erst nach 96 Stunden.
Eindrucksvoll sind die erhaltenen Tagebucheintragungen Berthold Rudners, der am 14. November 1941 von Berlin nach Minsk verschleppt wurde.

## Überlieferung
Der Salitter-Bericht befindet sich heute in der Wiener Library in London.
Ein erster Abdruck erfolgte in der Dissertation von Kurt Düwell aus dem Jahre 1968. Die Quelle ist vollständig als Dokument VEJ 6/59 abgedruckt.
Eine Kopie des Berichts sowie Salitters Personalakte wurden im April 2008 durch NRW-Ministerpräsident Jürgen Rüttgers und Beamte des Polizeipräsidiums Düsseldorf an die israelische Gedenkstätte Yad Vashem übergeben. Diese Delegation war die erste Gruppe uniformierter deutscher Polizisten, die in Yad Vashem an einem offiziellen Gedenkakt teilnahmen. Schon 2007 war der Kontakt zum Polizeipräsidium entstanden.